# Medalla de la Conducta Distingida
La Medalla de la Conducta Distingida (anglès: Distinguished Conduct Medal) era una condecoració britànica, creada per la Reina Victòria el 4 de desembre de 1854.
Era atorgada al personal de l'Exèrcit Britànic (i altres serveis), i països de la Commonwealth, per sota del rang d'oficial comissionat, per la visible valentia en batalla a terra.
Va ser creada durant la Guerra de Crimea, i normalment anava acompanyada d'una petita pensió.
Era l'equivalent a l'Orde del Servei Distingit, quan aquesta era atorgada als oficials superiors per valentia, si bé se situava entre la Creu de la Força Aèria i la Medalla per la Valentia Demostrada.
Els receptors podien fer servir el post-nominal "DCM".
Va ser derogada el 1993, sent reemplaçada per la Creu per la Valentia Demostrada, oberta a tots els rangs.

## Disseny
Una medalla en plata de 36mm d'ample. A l'anvers apareix l'efígie del monarca coronat. A l'anvers apareix la inscripció "FOR DISTINGUISHED CONDUCT IN THE FIELD". ("Per la Conducta Distingida al Camp").
Penja d'una cinta de 32mm d'ample, vermell–blau–vermell, les 3 franges de la mateixa amplada.